# Mona Seilitz
Mona-Liz Alexandersson (ur. 16 stycznia 1943 w Malmö, zm. 2 kwietnia 2008 tamże) – szwedzka aktorka.

## Filmografia
- 2005: 	Pettson & Findus - Tomtemaskinen jako Prillan (głos)
- 2000: 	Pettson och Findus - Kattonauten jako Prillan (głos)
- 1999: 	Pettson och Findus - katten och gubbens år jako Prillan (głos)
- 1994: 	Stockholm Marathon jako Kierowniczka kwiaciarni
- 1989: 	Miraklet i Valby jako Matka Petra'y
- 1988: 	P.S. sista sommaren jako Philippa
- 1988: 	Clark Kent jako Marie
- 1987: 	Saxofonhallicken jako Ann
- 1985: 	Korset jako Eivor
- 1982: 	Gang Jönssona i Harry-Dynamit (Jönssonligan & DynamitHarry) jako Catrin
- 1982: 	Gräsänklingar jako Inga Lill
- 1981: 	Snacka gar ju... jako Monica
- 1981: 	Göta kanal jako Sivan
- 1981: 	Operation Leo jako Margareta
- 1979: 	Dom Krzysztofa jako Katarina
- 1978: 	Anna och gänget jako Matka Tabbego
- 1976: 	Drömmen om Amerika jako Anna
- 1976: 	Mina drömmars stad jako Córka Storsäckena
- 1975: 	Giliap jako Anna
- 1968: 	Godzina wilka (Vargtimmen) jako Kobiece zwłoki w kostnicy

## Dyskografia
- 1985 Androgyn